# Cabeça de Velha

Cabeça da Velha (la tête de la vieille en français) est un rocher situé non loin du village de Sortelha . Ce rocher possède une altitude d'environ 1 500 mètres. Il est connu pour ressembler à un visage de profil.